# ジョセフ・ロートブラット
サー・ジョセフ・ロートブラット（Sir Joseph Rotblat、1908年11月4日 - 2005年8月31日）は、ポーランド生まれのイギリスの物理学者、平和活動家。

## 生涯
ロシア帝国支配下のポーランド生まれ。ワルシャワの実家はポーランド全国で荷馬車運送業を営んでおり裕福であった。彼は大学入学資格（バカロレア）を取得していなかったが、入学するのに大学入学資格の必要のないポーランド自由大学へ入学し1932年に物理学の修士号を取得、後にワルシャワ大学に移って1938年に物理学の博士号を取得し同大学物理学科フェローとして勤務。1935年に死去していたマリア・スクウォドフスカ＝キュリー博士（キュリー夫人）のポーランド関係者のパリにおける人脈とリヴァプール大学のジェームズ・チャドウィック博士の口利きにより、1939年春よりサイクロトロン研究のためパリに滞在。ロートブラットはポーランドに大型サイクロトロンを建設する構想を練っていた。パリ滞在中にナチス・ドイツがポーランドに侵攻したため故郷へ戻れなくなった。たまたま病気のためパリへ同行できずワルシャワに残っていた妻トーラ・グリンはホロコーストの犠牲となり、ベウジェツ強制収容所で死亡した。妻の死はロートブラットの人生に深い影響を及ぼし、彼は再び結婚することはなかった。後にイギリス国籍を取得した（ポーランドとイギリスの二重国籍）。ラッセル＝アインシュタイン宣言に署名した11人の科学者の一人であり、パグウォッシュ会議の会長を務めた。
マンハッタン計画に参加したが、ナチス・ドイツに原爆の開発能力がないことが明らかになると、原爆開発はもはや不要であるとして完成前に脱退した。
1995年にパグウォッシュ会議と共にノーベル平和賞受賞。王立協会フェロー選出。
彼は生涯自らポーランド人であるという意識を強く持っており、亡命ポーランド人たちのコミュニティーに暮らしてポーランド語を話し、自らのことを「私はイギリスのパスポートを持っていますが、ポーランド人です。」と言っていた。

## 著書（邦訳）
- 『科学者の役割―軍拡か軍縮か』（黒沢満訳、西村書店、1986）
- 『核戦争と放射線』（小野周訳、東京大学出版会、1983）
- 『核兵器のない世界へ―A Pugwash monograph』（小沼通二訳、かもがわ出版、1995）
- 『地球平和への探求』（共著：池田大作、潮出版社、2006）